# Elaphe carinata
Espèce
Synonymes
- Phyllophis carinata Günther, 1864
- Coluber phyllophis Boulenger, 1891
- Spaniopholis souliei Mocquard, 1897
- Spaniopholis kreyenbergi Müller, 1907
- Elaphe osborni Schmidt, 1925
- Coluber camilloschneideri Vogt, 1927
- Elaphe kreyenbergi Mell 1931
- Elaphe carinata deqenensis Yang & Su, 1984

Elaphe carinata ou serpent ratier royal est une espèce de serpents de la famille des Colubridae.

## Répartition
Cette espèce se rencontre en Chine, au Japon, à Taïwan et dans le nord du Viêt Nam.

## Description
Elaphe carinata mesure de 150 à 240 cm, exceptionnellement jusqu'à 240 cm. Son dos est brun clair et son ventre rose. Ses écailles sont grandes.
Cette espèce se nourrit de petits mammifères comme les rongeurs et d'autres serpents. Elle étouffe ses proies par constriction. On la rencontre dans les champs.
Quand il se sent menacé, il produit une odeur nauséabonde grâce à des glandes situées sur sa queue. Ce qui lui a valu le surnom de déesse de la puanteur.
Son nom de serpent ratier royal lui viens des écailles de son museau dont la forme imite un caractère mandarin signifiant roi.

## Sous-espèces
Selon The Reptile Database (18 décembre 2013) :
- Elaphe carinata carinata (Günther, 1864)
- Elaphe carinata yonaguniensis Takara, 1962 - Japon ; espèce considérée comme vulnérable[1]

## Publications originales
- Günther, 1864 : The reptiles of British India. p. 1-452 (texte intégral).
- Takara, 1962 : Studies on the terrestrial snakes in the Ryukyu Archipelago. The science bulletin of the Division of Agriculture, Home Economics & Engineering, University of the Ryukyus, no 9, p. 1–202.